# Gustave Daguilhon-Pujol
Gustave Daguilhon-Pujol est un homme politique français né le 12 janvier 1792 à Lavaur (Tarn) et décédé le 25 décembre 1882 à Toulouse (Haute-Garonne).

## Biographie
Magistrat, il est député du Tarn de 1831 à 1834, siégeant dans la majorité soutenant la Monarchie de Juillet. Il est ensuite nommé avocat général à la cour d'appel de Toulouse, et prend sa retraite de magistrat en 1862, comme président de chambre. Il retrouve son siège de député du Tarn de 1863 à 1869, siégeant avec la majorité soutenant le Second Empire. Son fils, Pierre Daguilhon-Pujol, lui succède en 1869.

## Sources
- « Gustave Daguilhon-Pujol », dans Adolphe Robert et Gaston Cougny, Dictionnaire des parlementaires français, Edgar Bourloton, 1889-1891 [détail de l’édition]